# Edmond Stafford (5e comte de Stafford)
Pour les articles homonymes, voir Edmund Stafford.
Edmond Stafford (2 mars 1377 – 21 juillet 1403), 5e comte de Stafford, est un baron anglais de la fin du XIVe siècle.

## Biographie
Edmond est le troisième fils de Hugh de Stafford († 1386), 2e comte de Stafford, et de son épouse Philippa de Beauchamp. Ses deux frères aînés Thomas et William héritent successivement du titre avant de décéder sans descendance. Edmond devient donc comte de Stafford et baron Audley en 1395.
En 1399, il est fait chevalier du Bain au couronnement du roi Henri IV à la suite du soulèvement des lords anglais et de la déposition de Richard II, puis chevalier de la Jarretière en 1402. Il est tué l'année suivante en combattant pour le roi lors de la bataille de Shrewsbury. Il exerce la fonction de Lord Grand Connétable en 1403.

## Mariage et descendance
Edmond Stafford épouse Anne de Gloucester, fille de Thomas de Woodstock, duc de Lancastre, et veuve de son frère aîné Thomas Stafford, 3e comte de Stafford. Ils y furent autorisés car Thomas était mort avant que le mariage ne soit consommé. Ils ont trois enfants :
- Humphrey (15 août 1402 – 10 juillet 1460), 6e comte de Stafford et 1er duc de Buckingham ;
- Anne (morte le 20 septembre 1432), épouse Edmond Mortimer, 5e comte de March, puis John Holland, 2e duc d'Exeter ;
- Philippa (morte jeune).